# Zapracowany obibok 2
Zapracowany obibok 2 - album studyjny polskiego rapera Ciry. Wydawnictwo ukazało się 29 marca 2011 roku nakładem wytwórni muzycznej Reformat4. Produkcji nagrań podjęli się Auter, Nikon, M. Kubik, DJ Fejm, Poszwix, Kixnare oraz Me?how. Z kolei wśród gości na płycie znaleźli się m.in. Bezczel, Hukos oraz Zeus.

## Lista utworów
Opracowano na podstawie materiału źródłowego.
1. "Przepis" (produkcja: Auter, scratche: DJ Perc) - 2:36
2. "Jestem tobą" (produkcja: Auter, scratche: DJ Perc) - 2:56
3. "Kaseciaki, woski i cedeki" (keyboard: M. Kubik, produkcja: Nikon, gościnnie: Bezczel, Zeus, scratche: DJ Perc) - 4:17
4. "Kreski i słowa" (produkcja: Auter) - 2:35
5. "Okruch" (produkcja: M. Kubik, scratche: DJ Shum, gościnnie: Kasia Kubik) - 1:54
6. "C Do P" (keyboard: M. Kubik, produkcja: DJ Fejm, Poszwix, scratche: DJ Fejm) - 4:19
7. "Bóg ojciec, matka natura" (produkcja: M. Kubik, gościnnie: Nikon) - 2:55
8. "Dla dzieciaków" (keyboard: M. Kubik, produkcja: Nikon, gościnnie: Paka Ulki) - 3:05
9. "Śliski temat" (keyboard: M. Kubik, produkcja: DJ Fejm, gościnnie: Miszkers) - 3:46
10. "Relacje z chorego transu" (produkcja: Kixnare) - 4:22
11. "Gdy wbijamy się na bit" (produkcja: Me?how, gościnnie: Hukos, scratche: DJ Fejm) - 3:52
12. "Shouty" (produkcja: Auter) - 3:00
13. "Gołąb jutra" (produkcja: M. Kubik, gościnnie: Kisiel) - 2:02